# Pierre Gasly
Pierre Jean-Jacques Gasly (ur. 7 lutego 1996 w Rouen) – francuski kierowca wyścigowy, startujący w mistrzostwach świata Formuły 1 od sezonu 2017. Od sezonu 2023 kierowca zespołu Alpine F1 Team, zwycięzca jednego wyścigu Formuły 1, zdobywca Europejskiego Pucharu Formuły Renault 2.0 (2013), mistrz serii GP2 (2016).
W latach 2014–2017 członek programu dla młodych kierowców zespołu Red Bull Racing, Red Bull Junior Team.

## Życiorys

### Początki
Urodził się w rodzinie Jean-Jacquesa i Pascale Gasly. Ma czterech starszych, przyrodnich braci z poprzednich związków swoich rodziców (najstarszy z nich jest 17 lat starszy od Pierre'a, zaś najmłodszy z nich o 9 lat). Jego rodzina od lat była związana z motosportami. Jego babcia Yveline Gasly była kierowcą kartingowym i zdobyła regionalny tytuł mistrzowski, zaś jego dziadek był kibicem sportów motorowych i brał udział w wyścigach różnego rodzaju, ale podobnie jak ojciec Pierre'a, obaj nie odnieśli znaczących sukcesów. Jego trzej starsi bracia również startowali w zawodach kartingowych, dlatego Pierre od drugiego roku życia towarzyszył rodzicom na torach. Gdy miał sześć lat, także zapragnął startować w wyścigach.
Mając osiem lat otrzymał w prezencie na Boże Narodzenie swój pierwszy, używany mini-gokart z silnikiem od kosiarki spalinowej, choć nie sięgał stopami do pedałów i nie mógł sam zahamować. Rok później powiedział swoim rodzicom, że chciałby zostać mistrzem Formuły 1 i w tym samym roku po raz pierwszy wystartował w wyścigu w Anneville-Ambourville. Już w swoim drugim starcie zajął trzecie miejsce, co dało mu awans w mini-kart Coupe de France i pozwoliło na starty na torze Magny-Cours. Szybko awansował na kolejne szczeble startów kartingowych, a jego rodzina zaczęła zarządzać jego karierą. Jego rodzice przez 10 lat aktywnie poszukiwali sponsorów, których wsparcie pozwoliłoby Gasly’emu na kontynuowanie startów. Jednym z jego długoletnich sponsorów był m.in. Jean-Mary Demondion.
Gasly rozpoczął oficjalne starty w wyścigach kartingowych w 2006 roku i przez pierwsze trzy lata występował tylko we Francji. Następnie rozpoczął rywalizację na arenie międzynarodowej i w swoim debiutanckim roku zajął trzecie miejsce w Pucharze Świata CIK-FIA, zaś w kolejnym sezonie zajął drugie miejsce w mistrzostwach Europy i czwarte w Pucharze Świata, pokonując m.in. Estebana Ocona.
W wyścigach kartingowych rywalizował m.in. z Charles’em Leclerkiem, którego poznał w 2005 roku. Pięć lat później, przez rok, byli również partnerami zespołowymi w Sidokart. Leclerc i Gasly zaprzyjaźnili się, podobnie jak ich rodziny. Spędzali razem wakacje i czas pomiędzy wyścigami. Gdy ich starty odbywały się w Anglii, to Monakijczyk zatrzymywał się u rodziny Gaslych, zaś gdy startowali we Włoszech to Francuz był zapraszany przez Leclerków. Do ich przyjaciół z czasów kartingu należeli m.in. Anthoine Hubert i Esteban Ocon. W 2010 roku Gasly został mistrzem Francji w kartingu, zaś Leclerc zajął drugie miejsce. Sam Francuz przyznał w wywiadzie, że jednym z jego pierwszych wspomnień związanych z Formułą 1 było nasłuchiwanie dźwięku silników bolidów Formuły 1 podczas porannych treningów, które było słychać w domu Leclerca w Monako, pomimo tego, że jego przyjaciel mieszkał dość daleko od toru. Od 13. do 19. roku życia Gasly miał indywidualne nauczanie u tego samego profesora, co jego współlokator Anthoine Hubert, z którym dzielił mieszkanie przez sześć lat. Po śmierci Huberta w sierpniu 2019 roku, Gasly poprosił Leclerca, aby ten zadedykował Hubertowi swoje ewentualne zwycięstwo w Grand Prix Belgii 2019 na torze Spa (na którym zginął ich przyjaciel), co ten uczynił.
W wieku 13 lat otrzymał wsparcie finansowe francuskiej federacji FFSA z programu dla młodych talentów w wieku 10–15 lat, w ramach którego mógł korzystać z pomocy trenera i psychologa.

### Francuska Formuła 4
W 2011 roku Gasly zadebiutował w serii wyścigów jednomiejscowych i dołączył do rywalizacji we Francuskiej Formule 4. Dwukrotnie zajmował pole position i wyróżniał się szybkością, ale na początku sezonu nie był w stanie przełożyć tego na dobre wyniki w wyścigach. W ostatnich sześciu wyścigach za każdym razem stawał na podium i wygrał cztery z nich. Ostatecznie zajął trzecie miejsce w klasyfikacji końcowej, zostając przy tym jednym z najmłodszych zawodników, którzy tego dokonali.

### Formuła Renault 2.0
W kolejnym sezonie podpisał kontrakt z zespołem R-Ace GP na starty w Europejskim Pucharze Formuły Renault 2.0. Francuz zdobył pole position podczas rundy na torze Spa-Francorchamps, by dzień później zająć trzecie miejsce w wyścigu. Sukces powtórzył na niemieckim torze Nürburgring. Sześciokrotnie zdobywał punkty, a w końcowej klasyfikacji uplasował się na 10. pozycji. Gasly wystartował również w trzech wyścigach Północnoeuropejskiego Pucharu Formuły Renault 2.0. Jedyne podium zanotował w pierwszym starcie na Nürburgringu, gdzie dojechał na trzecim miejscu. Ostatecznie zajął 23. lokatę w klasyfikacji generalnej kierowców.

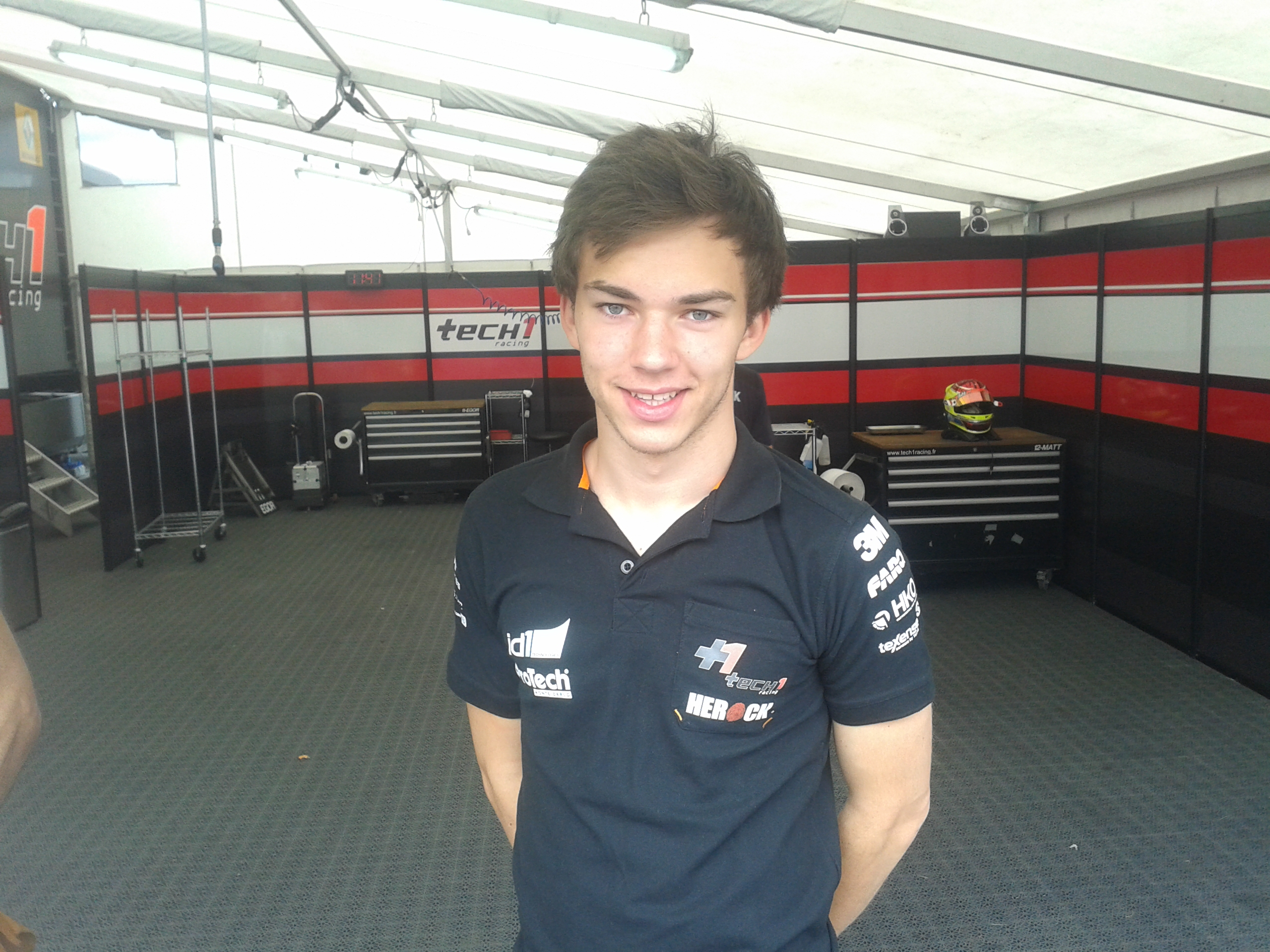
Gasly w padoku na torze Moscow Raceway (2013)

W drugim roku startów, w sezonie 2013, Gasly reprezentował zespół Tech 1 Racing. W Europejskim Pucharze Formuły Renault 2.0 na czternaście wyścigów stawał na podium ośmiokrotnie i wygrał trzy z nich. Zdobył cztery pole position i dwa najszybsze okrążenia. Z dorobkiem 195 punktów wywalczył tytuł mistrzowski. Zaliczył także udział w Alpejskiej Formule Renault 2.0, gdzie stanął na podium w trzech z sześciu startów i zajął szóstą pozycję w końcowej klasyfikacji końcowej.

### Formuła Renault 3.5

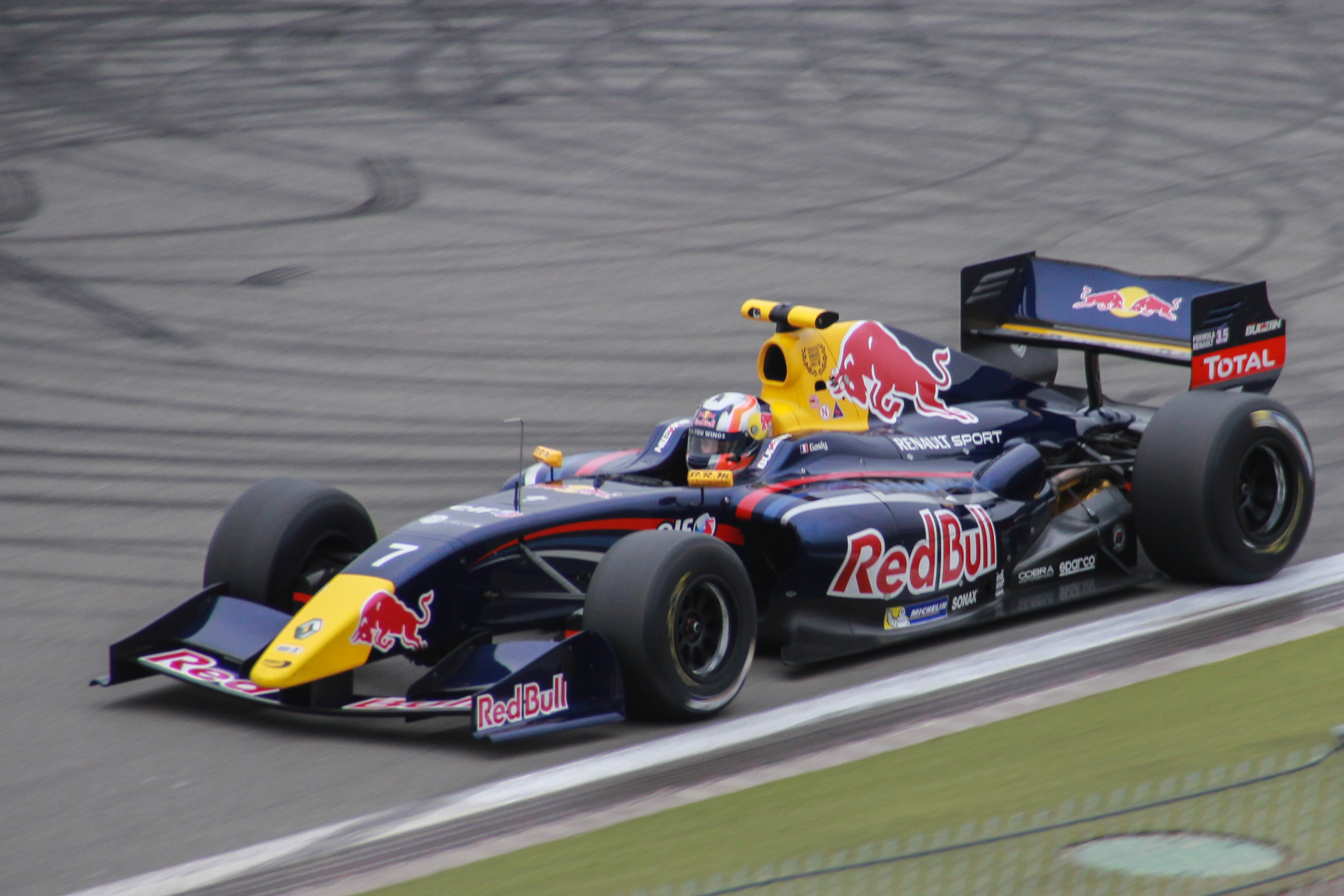
Gasly podczas wyścigu na torze Nürburgring w Formule Renault 3.5 (lipiec 2014)

Awans Gasly’ego do kolejnej serii wyścigowej był możliwy dzięki stypendium ufundowanemu przez Renault Sport Technologies. Ponadto otrzymał wsparcie juniorskiej akademii Red Bull Racing, Red Bull Junior Team, która podjęła z nim powtórne rozmowy po wygraniu tytułu, gdyż ich poprzednia współpraca w 2012 roku nie doprowadziła do przyjęcia Francuza do programu młodych kierowców austriackiego zespołu.
W sezonie 2014 Gasly podpisał kontrakt z brytyjską ekipą Arden Motorsport. W trakcie siedemnastu startów stawał na podium ośmiokrotnie, ale nie wygrał żadnego wyścigu. Po zdobyciu 192 punktów w klasyfikacji generalnej zajął drugie miejsce w klasyfikacji końcowej przegrywając z Carlosem Sainzem jrem.

### Seria GP2

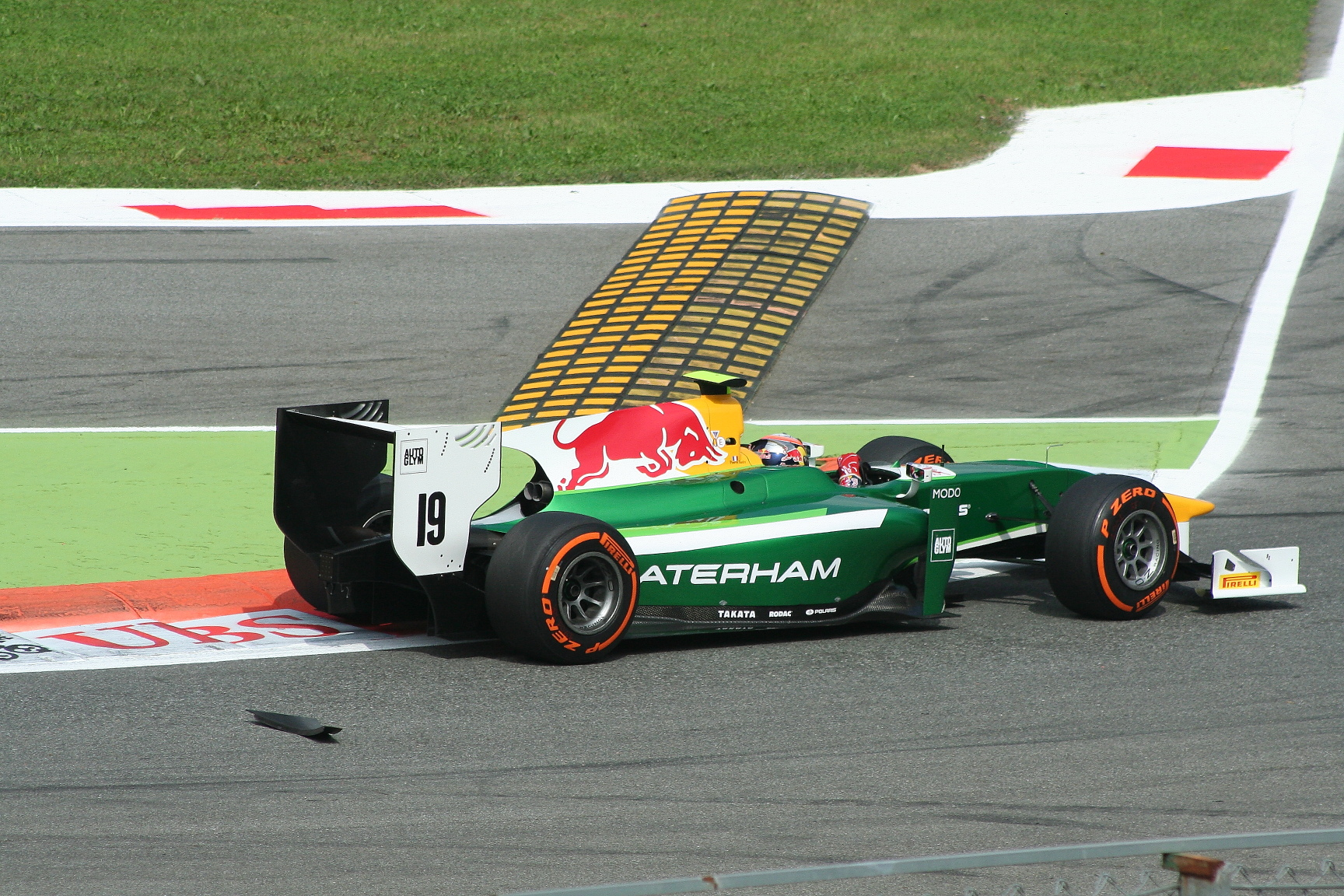
Gasly w bolidzie Caterham Racing w serii GP2 (Monza 2014)

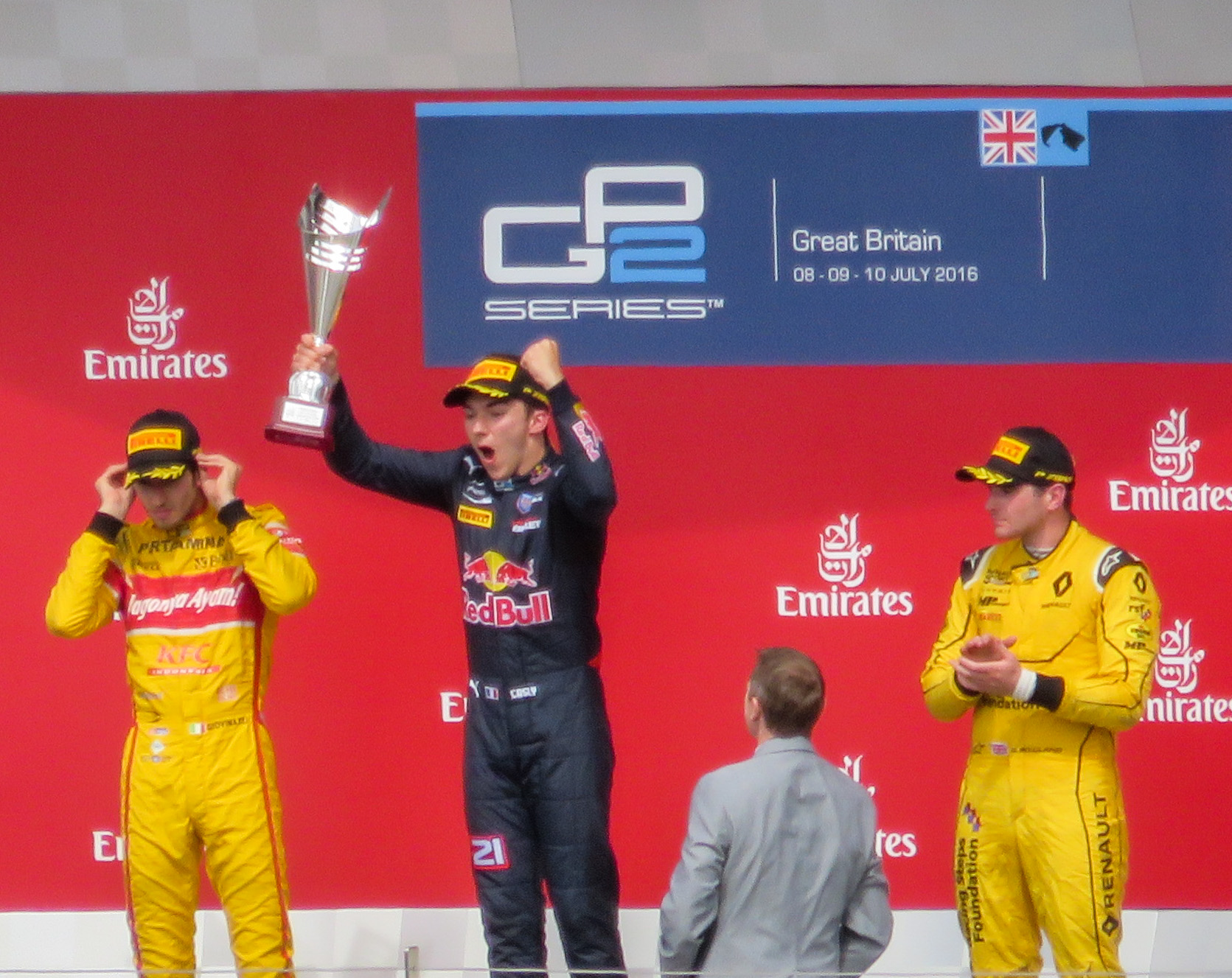
Gasly (pośrodku) po zwycięstwie w wyścigu z serii GP2 na Silverstone

Pierre Gasly zadebiutował w serii GP2 w sezonie 2014, kiedy to zastąpił Toma Dillmanna w bolidzie Caterham Racing na ostatnie trzy z jedenastu rund mistrzostw, rozpoczynając starty w dziewiątej rundzie na torze Monza. Wziął udział w sześciu wyścigach, ale nie wywalczył punktów.
W sezonie 2015 Francuz nawiązał współpracę z mistrzowską ekipą DAMS. Na przestrzeni sezonu prezentował szybkie tempo, zwłaszcza w drugiej połowie sezonu (najszybsze okrążenie w niedzielnych zmaganiach w Soczi oraz trzy pole position – na torze Monza, Sakhir oraz Yas Marina), jednak błędy uniemożliwiły mu zdobycie większej ilości punktów. W ciągu sezonu Gasly czterokrotnie stawał na podium i zdobył łącznie 110 punktów – tyle samo, co jego zespołowy partner, Anglik Alex Lynn oraz Włoch Raffaele Marciello. Jednak ze względu na brak wygranego wyścigu, został sklasyfikowany dopiero na ósmej pozycji.
W sezonie 2016 Gasly po raz trzeci przystąpił do zmagań w serii GP2, ale po raz kolejny zmienił zespół. Podpisał kontrakt z debiutującym w serii zespołem Prema Racing, zaś jego partnerem sportowym został Antonio Giovinazzi. Przedtem jednak po raz kolejny musiał szukać sponsorów udając się nawet do Ugandy, gdzie wraz z ojcem mieli spotkać się z potencjalnym sponsorem, który nie pojawił się na spotkaniu. Gasly miał dobre tempo na testach przedsezonowych, zaś sezon rozpoczął od pole position oraz trzecim i drugim miejscem na torze Circuit de Catalunya. Po trzech kolejnych, mniej udanych weekendach wyścigowych, sięgnął po pierwsze zwycięstwo, podczas sobotniego wyścigu na Silverstone. Gasly wygrywał jeszcze trzykrotnie, na Hungaroringu, Spa i Yas Marina, za każdym razem podczas sobotnich wyścigów. Odnotował także dobry start w sobotnim wyścigu na torze Hockenheimring, ale został wykluczony ze względu na pustą gaśnicę w samochodzie (zawartość wyciekła w trakcie wyścigu). W całym sezonie startował z pole position pięciokrotnie, ale popełniał również sporo błędów, np. zanotował nieudany start z pole position i już na pierwszym okrążeniu spadł na dziesiąte miejsce w wyścigu na malezyjskim torze Sepang. Helmut Marko stwierdził wtedy, że Gasly nie był gotowy na awans do Formuły 1, do zespołu Scuderia Toro Rosso właśnie ze względu na zbyt kosztowne błędy. Dzień później zakończył niedzielny wyścig na trzecim miejscu i zachował szansę na zdobycie tytułu. W ostatniej rundzie mistrzostw Gasly po zwycięstwie w sobotę kontrolował sytuację w wyścigu dzień później i z przewagą dziewięciu punktów pokonał Włocha Antonio Giovinazziego w klasyfikacji generalnej, zdobywając tytuł mistrza serii GP2.

### 2017: zmiany serii wyścigowych

#### Japońska Super Formuła
W lutym 2017 roku Gasly został kierowcą Team Mugen, zespołu startującego w japońskiej Super Formule. W trakcie sezonu Francuz stawał na podium trzykrotnie, w tym wygrał dwa wyścigi z rzędu – na torach Twin Ring Motegi oraz Autopolis. Dyrektor Hondy (dostawcy silników zespołu Mugen), Masashi Yamamoto, stwierdził, że jest zadowolony z występów Gasly’ego w Super Formule, ale według niego Gasly powinien otrzymać szansę na starty w Formule 1 nawet jeśli oznaczałoby to poświęcenie tytułu w Super Formule. Sezon zakończył na drugim miejscu w klasyfikacji generalnej kierowców, tracąc jedynie pół punktu do mistrza, Hiroakiego Ishiuriego, będąc podczas końcówki sezonu Super Formuły oficjalnym kierowcą Formuły 1.

#### Formuła E
W lipcu 2017 roku zespół Renault e.dams ogłosił, że Gasly zastąpi Sébastiena Buemiego na ePrix Nowego Jorku ze względu na zobowiązania Szwajcara w World Endurance Championship. Podczas pierwszego wyścigu weekendu Francuz zakwalifikował się dopiero na dziewiętnastym miejscu, ale udało mu się zyskać kilka pozycji i ukończył wyścig na siódmej pozycji. Z kolei w drugim wyścigu był bliski podium, ale podczas walki o trzecią lokatę uderzył w ścianę na ostatnim zakręcie i dotarł do mety na czwartym miejscu. Pomimo startu gościnnego w zaledwie dwóch wyścigach, został sklasyfikowany na szesnastym miejscu w klasyfikacji generalnej mistrzostw Formuły E z dorobkiem osiemnastu punktów.

### Formuła 1
Przed regularnymi startami w Formule 1, Gasly był kierowcą rezerwowym Red Bull Racing pod koniec 2015 roku. Jeździł bolidem Red Bulla na testach po Grand Prix Hiszpanii i Austrii oraz był jednym z członków zespołu pracującego nad rozwojem auta od 2014 roku w ramach jego członkostwa w Red Bull Junior Team.

#### Toro Rosso (2017–2018)

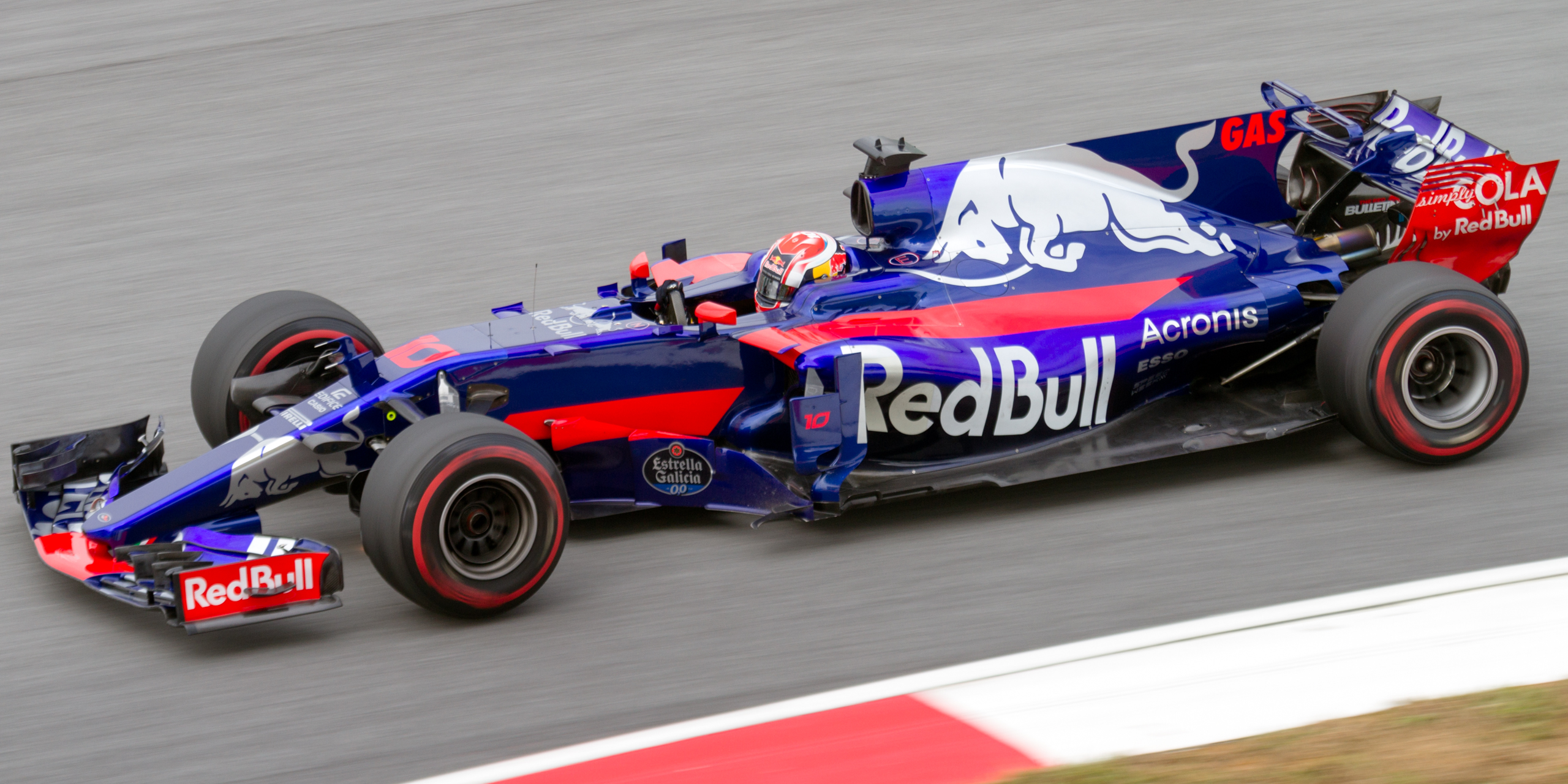
Gasly w swoim debiucie w Formule 1 podczas Grand Prix Malezji 2017 w barwach Scuderia Toro Rosso

Na początku sezonu 2017 Gasly, nadal blisko związany z Red Bullem i jego drugim zespołem Toro Rosso, nie został kierowcą Formuły 1 pomimo wcześniejszych doniesień medialnych. Sam Gasly potwierdził, że był zaskoczony, że pomimo rozmów z Helmutem Marko i zainteresowaniem ze strony Red Bulla niespodziewanie podpisali oni kontrakt z Rosjaninem Daniiłem Kwiatem. Jednak kilka miesięcy później, 26 września 2017 roku zespół Scuderia Toro Rosso poinformował, że Gasly zastąpi Kwiata w wyścigach do końca sezonu. Francuz zadebiutował w Formule 1 podczas Grand Prix Malezji, gdzie zajął 14. miejsce i łącznie wystartował w pięciu z dwudziestu wyścigów sezonu. Od momentu objęcia miejsca w Toro Rosso nie wziął udziału jedynie w Grand Prix Stanów Zjednoczonych, ale udał się do Japonii, aby rywalizować w finałowym wyścigu Super Formuły. Okazało się, że ze względu na zagrożenie meteorologiczne ostatnie dwa wyścigi sezonu nie odbyły się. Z kolei w ostatnich trzech wyścigach sezonu Formuły 1 jego partnerem zespołowym był Nowozelandczyk Brendon Hartley, zaś Gasly zajął 21. miejsce w klasyfikacji generalnej, osiągając najlepszą, 12. lokatę podczas Grand Prix Brazylii.
W sezonie 2018 Gasly, podobnie jak Hartley, kontynuował jazdę w Formule 1 w zespole Red Bull Toro Rosso Honda. Na 21 wyścigów nie ukończył pięciu z nich, m.in. otwierającego sezon Grand Prix Australii, podczas którego awarii uległa jednostka napędowa Hondy w jego bolidzie. Najlepszy wynik sezonu Francuz osiągnął w drugiej rundzie mistrzostw, Grand Prix Bahrajnu do którego ruszał z piątego pola po karze dla Hamiltona. Gasly dojechał do mety na czwartej pozycji i tym samym zdobył swoje pierwsze punkty w Formule 1. W trakcie sezonu zdobywał punkty jeszcze w czterech innych wyścigach, zajmując siódme miejsce w Grand Prix Monako, szóste w Grand Prix Węgier, dziewiąte w Grand Prix Belgii i dziesiąte w Grand Prix Meksyku. Miał również szansę na dziesiąte miejsce w Grand Prix Wielkiej Brytanii, ale po kolizji z Sergio Pérezem kierowca Toro Rosso został ukarany doliczeniem pięciu sekund za doprowadzenie do incydentu i ostatecznie zajął dopiero 13. miejsce. Gasly zakończył swój pierwszy pełen sezon w Formule 1 na 15. miejscu z dorobkiem 29 punktów. Pokonał przy tym swojego kolegę z zespołu, Brendona Hartleya, o 25 punktów.

#### Aston Martin Red Bull Racing (2019)

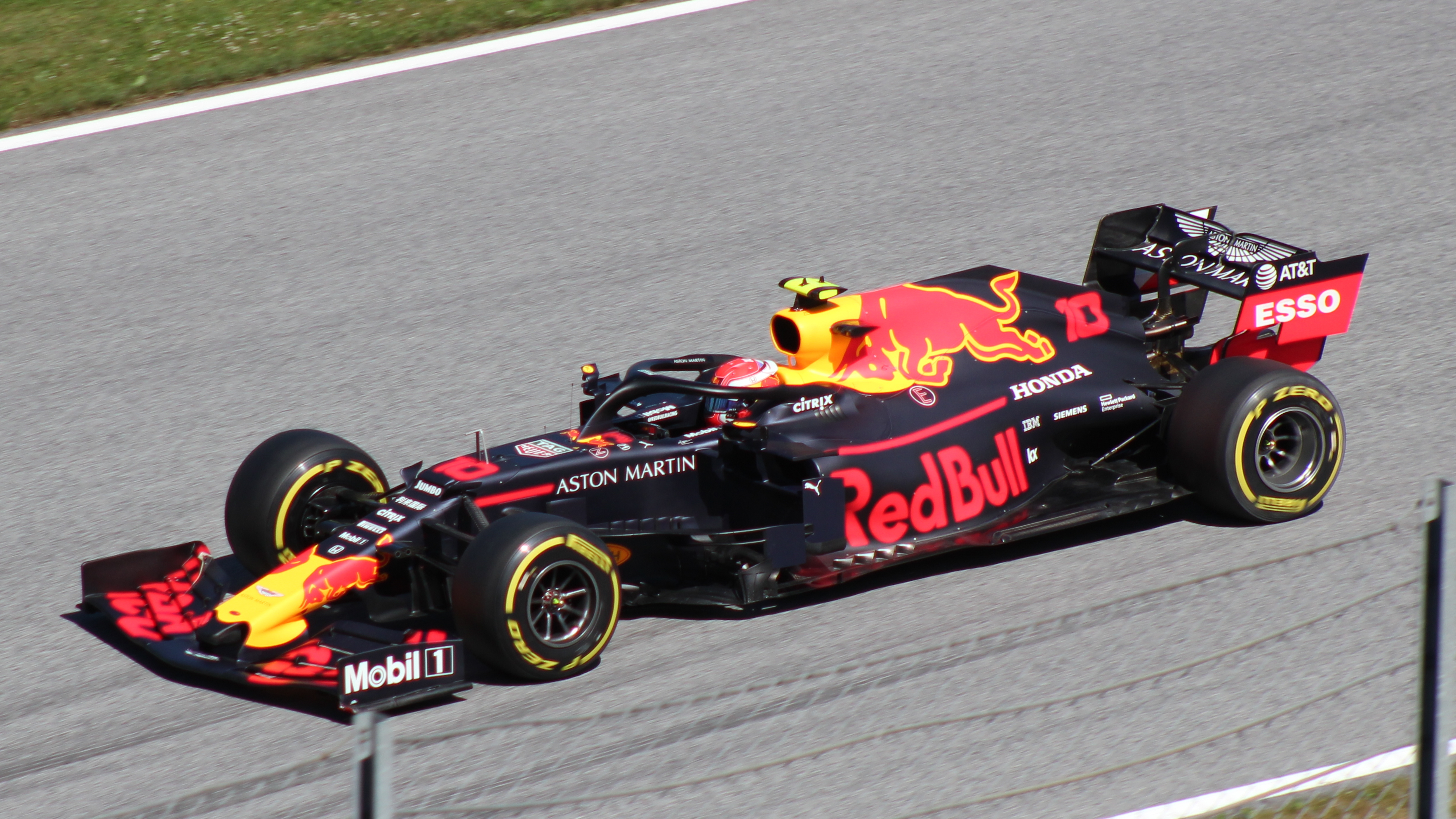
Grand Prix Austrii 2019

20 sierpnia 2018 zespół Red Bull Racing potwierdził, że ich kierowcą w sezonie 2019 będzie Pierre Gasly, który zastąpi Daniela Ricciardo po odejściu do Renault F1 i będzie nowym zespołowym partnerem Maxa Verstappena. Awans do pierwszego zespołu Red Bulla rozpoczął się dla Gasly’ego od złej strategii i odpadnięcia w pierwszej części kwalifikacji (Q1) podczas pierwszego weekendu wyścigowego, Grand Prix Australii. Gasly rywalizował w Red Bullu w pierwszych 12 wyścigach sezonu i pomimo dobrej formy zespołu jego rezultaty były słabsze od tych osiąganych przez Verstappena. Do ostatniej sesji kwalifikacyjnej Q3 dostał się dopiero w trzeciej rundzie mistrzostw przed Grand Prix Chin, zaś najlepszy wynik osiągnął podczas Wielkiej Brytanii, kiedy to uplasował się tuż za podium. W międzyczasie zanotował dwa najszybsze okrążenia, w Chinach i Grand Prix Monako, ale to nadal nie przełożyło się na wysokie lokaty w wyścigach. Szczególnie problematyczne było dla niego Grand Prix Azerbejdżanu, podczas którego został wykluczony z kwalifikacji za wykrycie w jego bolidzie przekroczenia maksymalnego przepływu paliwa. Z kolei podczas samego wyścigu musiał wycofać się po defekcie na 40. okrążeniu. Przed przerwą wakacyjną Gasly uzbierał 63 punkty, zaś jego partner zespołowy Max Verstappen 181 pkt, co było rozczarowaniem dla zespołu. 12 sierpnia 2019 roku Red Bull Racing zdegradował Gasly’ego do Red Bull Toro Rosso Honda, zaś na jego miejsce zatrudnił Alexandra Albona.

#### Red Bull Toro Rosso Honda (2019)

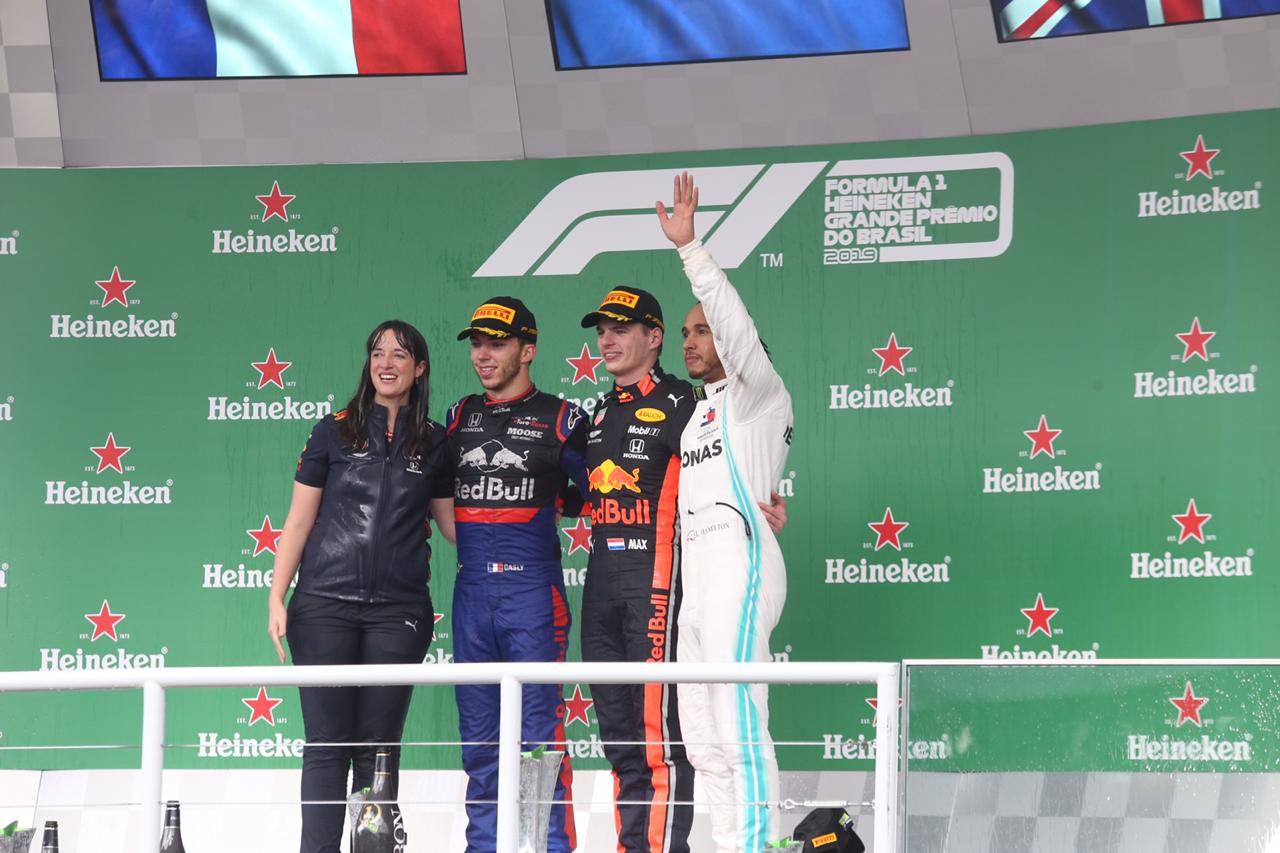
Gasly na podium Grand Prix Brazylii 2019 obok Verstappena i Hamiltona

Gasly wrócił do reprezentowania Red Bull Toro Rosso Honda na ostatnie dziewięć wyścigów sezonu 2019. Punktował pięciokrotnie i ostatecznie udało mu się osiągnąć to, czego nie dokonał w pierwszym zespole Red Bulla ani on, ani Alexander Albon przez resztę sezonu – Gasly stanął na podium po raz pierwszy w sezonie, a zarazem po raz pierwszy w swojej karierze. Zajął drugie miejsce w Grand Prix Brazylii na torze Interlagos ustępując jedynie Maxowi Verstappenowi i obronił swoją pozycję przed Lewisem Hamiltonem w walce do samej mety.

Naciskałem przycisk wyprzedzania. Widziałem jego [przyp. Hamiltona] przednie skrzydło i myślałem „proszę, nie wyprzedź mnie na mecie”. Byłbym wkurzony, gdyby to zrobił. Naprawdę chciałem utrzymać to drugie miejsce.

#### Scuderia AlphaTauri (od 2020)

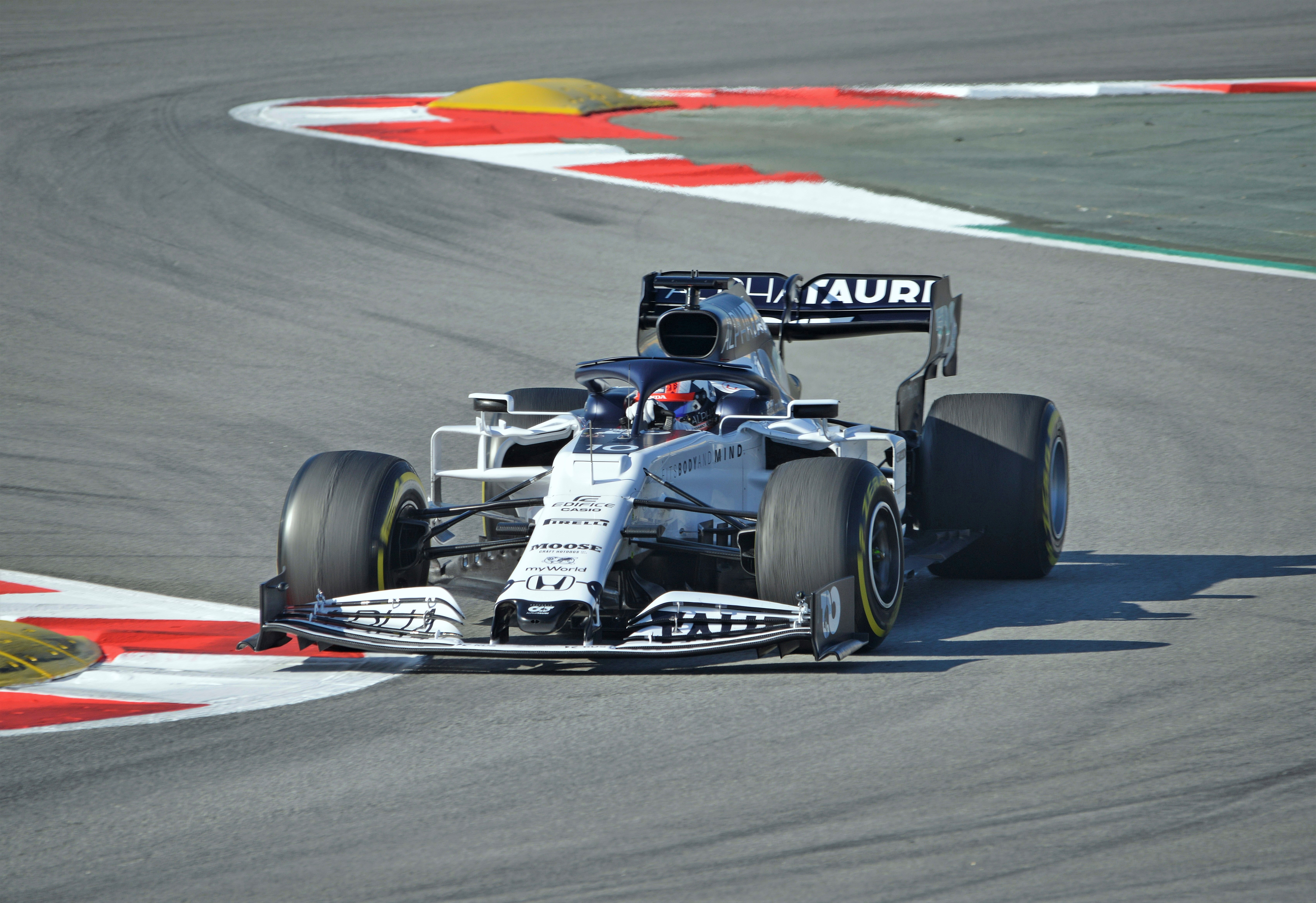
Testy przedsezonowe w bolidzie Scuderia AlphaTauri Honda (luty 2020)

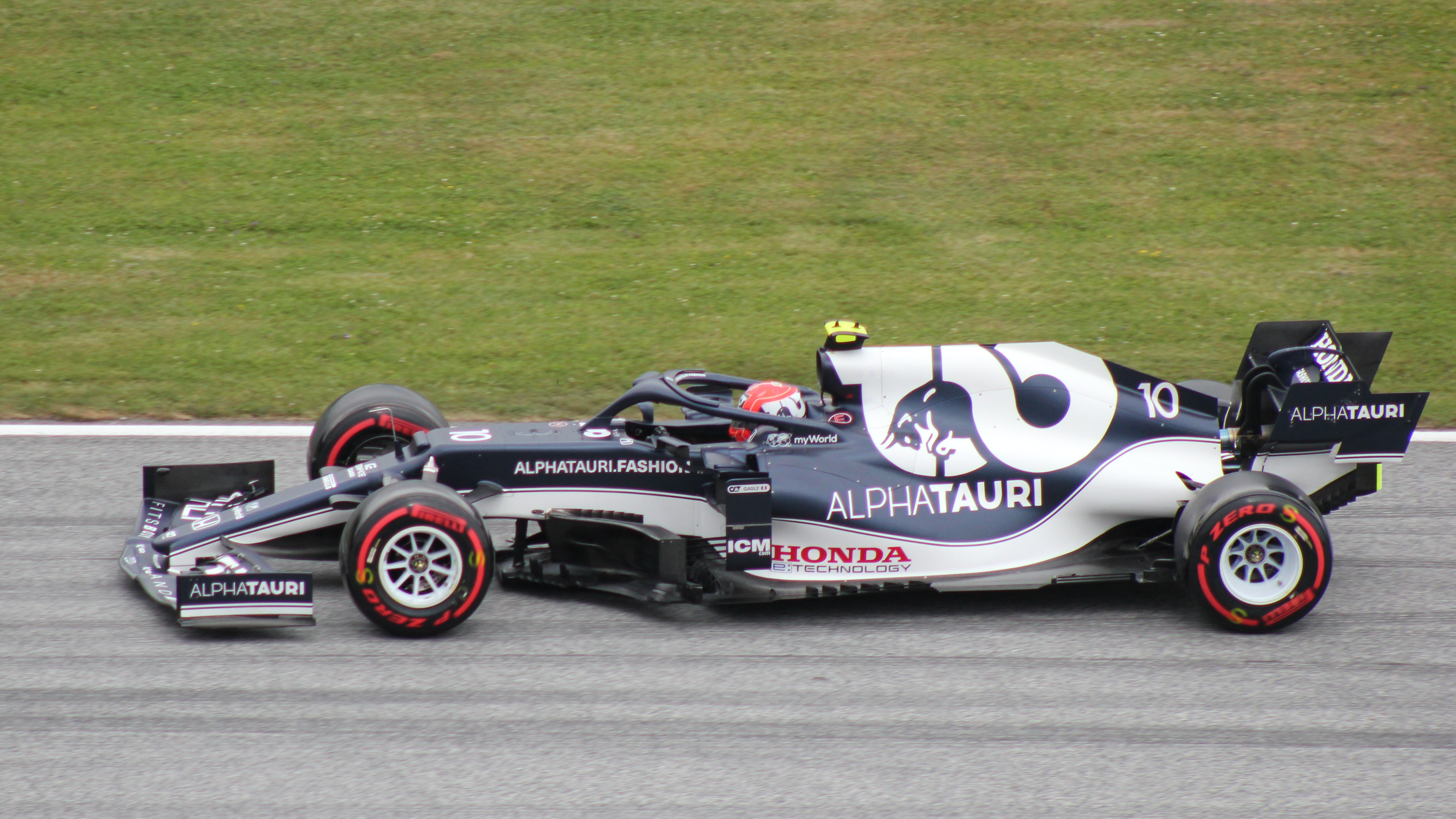
Grand Prix Austrii 2021

W sezonie 2020 Gasly kontynuował starty w drugim zespole Red Bulla, Scuderia AlphaTauri Honda stworzonym na bazie Scuderii Toro Rosso. Jego zespołowym partnerem pozostał Rosjanin Daniił Kwiat. Sezon był krótszy i rozpoczął się z opóźnieniem ze względu na ogólnoświatową pandemię COVID-19. Na 17 startów Gasly punktował dziesięciokrotnie i nie ukończył trzech wyścigów. W pierwszych siedmiu weekendach wyścigowych jego najlepszą lokatą było siódme miejsce w otwierającym sezon Grand Prix Austrii oraz w Grand Prix Wielkiej Brytanii. Z kolei w ósmej rundzie mistrzostw, Grand Prix Włoch 2020 odniósł największy sukces w dotychczasowej karierze w Formule 1. Podczas wyścigu na torze Monza Gasly zjechał na pit stop wcześniej niż inni kierowcy, przez co uniknął czekania na zmianę opon podczas pojawienia się na torze samochodu bezpieczeństwa i objął trzecią pozycję w wyścigu. Liderujący wtedy Hamilton otrzymał karę, zaś po restarcie Gasly wyprzedził Strolla i został liderem wyścigu, walcząc do końca o zwycięstwo z Carlosem Sainzem jrem z McLarena. Gasly utrzymał prowadzenie i wygrał swój pierwszy wyścig Formuły 1 w karierze. Ostatecznie Pierre Gasly zdobył 75 punktów (o 43 więcej od Kwiata) i zajął 10. lokatę w klasyfikacji generalnej na koniec sezonu 2020.
Sezon 2021 również spędził w zespole Scuderia AlphaTauri Honda, gdzie jego partnerem zespołowym został Japończyk Yuki Tsunoda. Najlepszy rezultat Gasly osiągnął w szóstej rundzie mistrzostw, kiedy to zajął trzecie miejsce w wyścigu o Grand Prix Azerbejdżanu 2021. Na 22 wyścigi nie ukończył czterech z nich i punktował w piętnastu. Przez cały sezon utrzymywał dobre tempo i notował lepsze rezultaty od partnera zespołowego, który zadebiutował w Formule 1. Sam przyznał, że jego starty był priorytetowe dla zespołu, podczas gdy Tsunoda zdobywał pierwsze doświadczenia w tej serii. Gasly był w stanie rywalizować i wygrywać pozycje w walce z kierowcami McLarena lub Scuderii Ferrari, skutecznie wykorzystując nadarzające się okazje w trakcje wyścigów. Zakończył sezon na dziewiątym miejscu w klasyfikacji generalnej z dorobkiem 110 punktów, przy czym jego zespołowy partner zdobył ich tylko 14.
W czerwcu 2022 roku potwierdzono, że Gasly pozostanie kierowcą zespołu AlphaTauri w sezonie 2023.
Na początku października 2022 roku Gasly potwierdził, że odchodzi z zespołu AlphaTauri i od sezonu 2023 będzie reprezentował Alpine F1.

### Życie prywatne
Gasly deklaruje, że jest kibicem zespołu Paris Saint-Germain F.C.

## Wyniki
| Legenda oznaczeń w tabelach wyników Wyświetl szablon na nowej stronie | Legenda oznaczeń w tabelach wyników Wyświetl szablon na nowej stronie                                                                     |
| Oznaczenie                                                            | Wyjaśnienie |
| --------------------------------------------------------------------- | --- |
| Złoty                                                                 | Zwycięzca lub mistrzostwo |
| Srebrny                                                               | 2. miejsce lub wicemistrzostwo |
| Brązowy                                                               | 3. miejsce lub II wicemistrzostwo |
| Zielony                                                               | Ukończył, punktował (w klasyfikacji generalnej, gdy zdobył co najmniej jeden punkt na przestrzeni sezonu, poza trzema powyższymi opcjami) |
| Niebieski                                                             | Ukończył, nie punktował (w klasyfikacji generalnej, gdy nie zdobył co najmniej jednego punktu na przestrzeni sezonu)                      |
| Czerwony                                                              | Nie zakwalifikował się (NZ) |
| Czerwony                                                              | Nie prekwalifikował się (NPK) |
| Różowy                                                                | Nie ukończył (NU) |
| Różowy                                                                | Niesklasyfikowany (NS) (w klasyfikacji generalnej, gdy nie został sklasyfikowany w żadnym wyścigu sezonu)                                 |
| Czarny                                                                | Zdyskwalifikowany (DK) |
| Czarny                                                                | Wykluczony (WYK/EX) |
| Biały                                                                 | Nie wystartował (NW) |
| Biały                                                                 | Kontuzjowany (K/INJ) |
| Biały                                                                 | Wyścig odwołany (OD/C) |
| Bez koloru                                                            | Został wycofany (WYC/WD) |
| Bez koloru                                                            | Nie przybył (NP/DNA) |
| Bez koloru                                                            | Nie brał udziału w treningach (NT/DNP) |
| Bez koloru                                                            | Nie został zgłoszony (–) |
| Pogrubienie                                                           | Start z pole position |
| Kursywa                                                               | Najszybsze okrążenie wyścigu |
| †                                                                     | Nie ukończył, ale jego rezultat został zaliczony ze względu na przejechanie więcej niż 90% dystansu wyścigu.                              |
| *                                                                     | Sezon w trakcie |
| 1/2/3                                                                 | Punktowana pozycja w sprincie |
| Lista systemów punktacji Formuły 1                                    | |

### Formuła Renault 3.5
| Rok  | Zespół           | Wyniki w poszczególnych eliminacjach | Wyniki w poszczególnych eliminacjach | Wyniki w poszczególnych eliminacjach | Wyniki w poszczególnych eliminacjach | Wyniki w poszczególnych eliminacjach | Wyniki w poszczególnych eliminacjach | Wyniki w poszczególnych eliminacjach | Wyniki w poszczególnych eliminacjach | Wyniki w poszczególnych eliminacjach | Wyniki w poszczególnych eliminacjach | Wyniki w poszczególnych eliminacjach | Wyniki w poszczególnych eliminacjach | Wyniki w poszczególnych eliminacjach | Wyniki w poszczególnych eliminacjach | Wyniki w poszczególnych eliminacjach | Wyniki w poszczególnych eliminacjach | Wyniki w poszczególnych eliminacjach | Punkty | Pozycja |
| ---- | ---------------- | ------------------------------------ | ------------------------------------ | ------------------------------------ | ------------------------------------ | ------------------------------------ | ------------------------------------ | ------------------------------------ | ------------------------------------ | ------------------------------------ | ------------------------------------ | ------------------------------------ | ------------------------------------ | ------------------------------------ | ------------------------------------ | ------------------------------------ | ------------------------------------ | ------------------------------------ | ------ | ------- |
| 2014 | Arden Motorsport | ITA                                  | ITA                                  | ARA                                  | ARA                                  | MON                                  | BEL                                  | BEL                                  | RUS                                  | RUS                                  | DEU                                  | DEU                                  | HUN                                  | HUN                                  | FRA                                  | FRA                                  | JER                                  | JER                                  | 192    | 2       |
| 2014 | Arden Motorsport | 3                                    | 5                                    | 9                                    | 2                                    | 7                                    | 2                                    | 4                                    | 18                                   | 2                                    | 20                                   | 8                                    | 2                                    | 3                                    | 2                                    | 2                                    | 6                                    | 4                                    | 192    | 2       |

### Seria GP2
| Rok  | Zespół          | Wyniki w poszczególnych eliminacjach | Wyniki w poszczególnych eliminacjach | Wyniki w poszczególnych eliminacjach | Wyniki w poszczególnych eliminacjach | Wyniki w poszczególnych eliminacjach | Wyniki w poszczególnych eliminacjach | Wyniki w poszczególnych eliminacjach | Wyniki w poszczególnych eliminacjach | Wyniki w poszczególnych eliminacjach | Wyniki w poszczególnych eliminacjach | Wyniki w poszczególnych eliminacjach | Wyniki w poszczególnych eliminacjach | Wyniki w poszczególnych eliminacjach | Wyniki w poszczególnych eliminacjach | Wyniki w poszczególnych eliminacjach | Wyniki w poszczególnych eliminacjach | Wyniki w poszczególnych eliminacjach | Wyniki w poszczególnych eliminacjach | Wyniki w poszczególnych eliminacjach | Wyniki w poszczególnych eliminacjach | Wyniki w poszczególnych eliminacjach | Wyniki w poszczególnych eliminacjach | Punkty | Pozycja |
| ---- | --------------- | ------------------------------------ | ------------------------------------ | ------------------------------------ | ------------------------------------ | ------------------------------------ | ------------------------------------ | ------------------------------------ | ------------------------------------ | ------------------------------------ | ------------------------------------ | ------------------------------------ | ------------------------------------ | ------------------------------------ | ------------------------------------ | ------------------------------------ | ------------------------------------ | ------------------------------------ | ------------------------------------ | ------------------------------------ | ------------------------------------ | ------------------------------------ | ------------------------------------ | ------ | ------- |
| 2014 | Caterham Racing | BHR                                  | BHR                                  | ESP                                  | ESP                                  | MON                                  | MON                                  | AUT                                  | AUT                                  | GBR                                  | GBR                                  | DEU                                  | DEU                                  | HUN                                  | HUN                                  | BEL                                  | BEL                                  | ITA                                  | ITA                                  | RUS                                  | RUS                                  | ARE                                  | ARE                                  | 0      | 29      |
| 2014 | Caterham Racing | –                                    | –                                    | –                                    | –                                    | –                                    | –                                    | –                                    | –                                    | –                                    | –                                    | –                                    | –                                    | –                                    | –                                    | –                                    | –                                    | 17                                   | NU                                   | 11                                   | 11                                   | 21                                   | 18                                   | 0      | 29      |
| 2015 | DAMS            | BHR                                  | BHR                                  | ESP                                  | ESP                                  | MON                                  | MON                                  | AUT                                  | AUT                                  | GBR                                  | GBR                                  | HUN                                  | HUN                                  | BEL                                  | BEL                                  | ITA                                  | ITA                                  | RUS                                  | RUS                                  | BHR                                  | BHR                                  | ARE                                  |                                      | 110    | 8       |
| 2015 | DAMS            | NU                                   | 22                                   | 7                                    | 3                                    | 14                                   | 10                                   | 13                                   | 6                                    | 4                                    | 3                                    | 2                                    | 8                                    | 19                                   | NU                                   | NU                                   | 12                                   | 2                                    | 5                                    | 6                                    | 7                                    | 5                                    |                                      | 110    | 8       |
| 2016 | Prema Racing    | ESP                                  | ESP                                  | MON                                  | MON                                  | AZE                                  | AZE                                  | AUT                                  | AUT                                  | GBR                                  | GBR                                  | HUN                                  | HUN                                  | GER                                  | GER                                  | BEL                                  | BEL                                  | ITA                                  | ITA                                  | MAL                                  | MAL                                  | ARE                                  | ARE                                  | 219    | 1       |
| 2016 | Prema Racing    | 3                                    | 2                                    | 15                                   | 13                                   | NU                                   | 2                                    | NU                                   | 7                                    | 1                                    | 7                                    | 1                                    | 7                                    | DK                                   | 6                                    | 1                                    | 4                                    | 4                                    | 2                                    | 11                                   | 3                                    | 1                                    | 9                                    | 219    | 1       |

### Super Formula
| Rok  | Zespół     | Wyniki w poszczególnych eliminacjach | Wyniki w poszczególnych eliminacjach | Wyniki w poszczególnych eliminacjach | Wyniki w poszczególnych eliminacjach | Wyniki w poszczególnych eliminacjach | Wyniki w poszczególnych eliminacjach | Wyniki w poszczególnych eliminacjach | Wyniki w poszczególnych eliminacjach | Wyniki w poszczególnych eliminacjach | Punkty | Pozycja |
| ---- | ---------- | ------------------------------------ | ------------------------------------ | ------------------------------------ | ------------------------------------ | ------------------------------------ | ------------------------------------ | ------------------------------------ | ------------------------------------ | ------------------------------------ | ------ | ------- |
| 2017 | Team Mugen | SUZ                                  | OKA                                  | OKA                                  | FUJ                                  | MOT                                  | AUT                                  | SUG                                  | SUZ                                  | SUZ                                  | 33     | 2       |
| 2017 | Team Mugen | 10                                   | 19                                   | 7                                    | 5                                    | 1                                    | 1                                    | 2                                    | OD                                   | OD                                   | 33     | 2       |

### Formuła E
| Rok       | Zespół         | Wyniki w poszczególnych eliminacjach | Wyniki w poszczególnych eliminacjach | Wyniki w poszczególnych eliminacjach | Wyniki w poszczególnych eliminacjach | Wyniki w poszczególnych eliminacjach | Wyniki w poszczególnych eliminacjach | Wyniki w poszczególnych eliminacjach | Wyniki w poszczególnych eliminacjach | Wyniki w poszczególnych eliminacjach | Wyniki w poszczególnych eliminacjach | Wyniki w poszczególnych eliminacjach | Wyniki w poszczególnych eliminacjach | Punkty | Pozycja |
| --------- | -------------- | ------------------------------------ | ------------------------------------ | ------------------------------------ | ------------------------------------ | ------------------------------------ | ------------------------------------ | ------------------------------------ | ------------------------------------ | ------------------------------------ | ------------------------------------ | ------------------------------------ | ------------------------------------ | ------ | ------- |
| 2016/2017 | Renault e.dams | HKG                                  | MAR                                  | BNA                                  | MEX                                  | MON                                  | PAR                                  | BER                                  | BER                                  | NYC                                  | NYC                                  | MTR                                  | MTR                                  | 18     | 16      |
| 2016/2017 | Renault e.dams | –                                    | –                                    | –                                    | –                                    | –                                    | –                                    | –                                    | –                                    | 7                                    | 4                                    | –                                    | –                                    | 18     | 16      |

### Formuła 1
| Rok  | Zespół                       | Samochód         | Silnik              | Wyniki w poszczególnych eliminacjach | Wyniki w poszczególnych eliminacjach | Wyniki w poszczególnych eliminacjach | Wyniki w poszczególnych eliminacjach | Wyniki w poszczególnych eliminacjach | Wyniki w poszczególnych eliminacjach | Wyniki w poszczególnych eliminacjach | Wyniki w poszczególnych eliminacjach | Wyniki w poszczególnych eliminacjach | Wyniki w poszczególnych eliminacjach | Wyniki w poszczególnych eliminacjach | Wyniki w poszczególnych eliminacjach | Wyniki w poszczególnych eliminacjach | Wyniki w poszczególnych eliminacjach | Wyniki w poszczególnych eliminacjach | Wyniki w poszczególnych eliminacjach | Wyniki w poszczególnych eliminacjach | Wyniki w poszczególnych eliminacjach | Wyniki w poszczególnych eliminacjach | Wyniki w poszczególnych eliminacjach | Wyniki w poszczególnych eliminacjach | Wyniki w poszczególnych eliminacjach | Wyniki w poszczególnych eliminacjach | Wyniki w poszczególnych eliminacjach | Pkt. | Poz. |
| ---- | ---------------------------- | ---------------- | ------------------- | ------------------------------------ | ------------------------------------ | ------------------------------------ | ------------------------------------ | ------------------------------------ | ------------------------------------ | ------------------------------------ | ------------------------------------ | ------------------------------------ | ------------------------------------ | ------------------------------------ | ------------------------------------ | ------------------------------------ | ------------------------------------ | ------------------------------------ | ------------------------------------ | ------------------------------------ | ------------------------------------ | ------------------------------------ | ------------------------------------ | ------------------------------------ | ------------------------------------ | ------------------------------------ | ------------------------------------ | ---- | ---- |
| 2017 | Scuderia Toro Rosso          | Toro Rosso STR12 | Renault R.E. 17     | Australia                            |                                      | Bahrajn                              | Rosja                                | Hiszpania                            | Monako                               | Kanada                               | Azerbejdżan                          | Austria                              | Wielka Brytania                      | Węgry                                | Belgia                               | Włochy                               | Singapur                             | Malezja                              | Japonia                              | Stany Zjednoczone                    | Meksyk                               | Brazylia                             | Zjednoczone Emiraty Arabskie         |                                      |                                      |                                      |                                      | 0    | 21   |
| 2017 | Scuderia Toro Rosso          | Toro Rosso STR12 | Renault R.E. 17     | –                                    | –                                    | –                                    | –                                    | –                                    | –                                    | –                                    | –                                    | –                                    | –                                    | –                                    | –                                    | –                                    | –                                    | 14                                   | 13                                   | –                                    | 13                                   | 12                                   | 16                                   |                                      |                                      |                                      |                                      | 0    | 21   |
| 2018 | Red Bull Toro Rosso Honda    | Toro Rosso STR13 | Honda RA618H        | Australia                            | Bahrajn                              |                                      | Azerbejdżan                          | Hiszpania                            | Monako                               | Kanada                               | Francja                              | Austria                              | Wielka Brytania                      | Niemcy                               | Węgry                                | Belgia                               | Włochy                               | Singapur                             | Rosja                                | Japonia                              | Stany Zjednoczone                    | Meksyk                               | Brazylia                             | Zjednoczone Emiraty Arabskie         |                                      |                                      |                                      | 29   | 15   |
| 2018 | Red Bull Toro Rosso Honda    | Toro Rosso STR13 | Honda RA618H        | NU                                   | 4                                    | 18                                   | 12                                   | NU                                   | 7                                    | 11                                   | NU                                   | 11                                   | 13                                   | 14                                   | 6                                    | 9                                    | 14                                   | 13                                   | NU                                   | 11                                   | 12                                   | 10                                   | 13                                   | NU                                   |                                      |                                      |                                      | 29   | 15   |
| 2019 | Aston Martin Red Bull Racing | Red Bull RB15    | Honda RA619H        | Australia                            | Bahrajn                              |                                      | Azerbejdżan                          | Hiszpania                            | Monako                               | Kanada                               | Francja                              | Austria                              | Wielka Brytania                      | Niemcy                               | Węgry                                | Belgia                               | Włochy                               | Singapur                             | Rosja                                | Japonia                              | Meksyk                               | Stany Zjednoczone                    | Brazylia                             | Zjednoczone Emiraty Arabskie         |                                      |                                      |                                      | 95   | 7    |
| 2019 | Aston Martin Red Bull Racing | Red Bull RB15    | Honda RA619H        | 11                                   | 8                                    | 6                                    | NU                                   | 6                                    | 5                                    | 8                                    | 10                                   | 7                                    | 4                                    | 14†                                  | 6                                    | –                                    | –                                    | –                                    | –                                    | –                                    | –                                    | –                                    | –                                    | –                                    |                                      |                                      |                                      | 95   | 7    |
| 2019 | Red Bull Toro Rosso Honda    | Toro Rosso STR14 | Honda RA619H        | –                                    | –                                    | –                                    | –                                    | –                                    | –                                    | –                                    | –                                    | –                                    | –                                    | –                                    | –                                    | 9                                    | 11                                   | 8                                    | 14                                   | 7                                    | 9                                    | 16†                                  | 2                                    | 18                                   |                                      |                                      |                                      | 95   | 7    |
| 2020 | Scuderia AlphaTauri Honda    | AlphaTauri AT01  | Honda RA620H        | Austria                              |                                      | Węgry                                | Wielka Brytania                      | Wielka Brytania                      | Hiszpania                            | Belgia                               | Włochy                               | Toskania                             | Rosja                                | Niemcy                               | Portugalia                           | Emilia-Romania                       | Turcja                               | Bahrajn                              | Bahrajn                              | Zjednoczone Emiraty Arabskie         |                                      |                                      |                                      |                                      |                                      |                                      |                                      | 75   | 10   |
| 2020 | Scuderia AlphaTauri Honda    | AlphaTauri AT01  | Honda RA620H        | 7                                    | 15                                   | NU                                   | 7                                    | 11                                   | 9                                    | 8                                    | 1                                    | NU                                   | 9                                    | 6                                    | 5                                    | NU                                   | 13                                   | 6                                    | 11                                   | 8                                    |                                      |                                      |                                      |                                      |                                      |                                      |                                      | 75   | 10   |
| 2021 | Scuderia AlphaTauri Honda    | AlphaTauri AT02  | Honda RA621H        | Bahrajn                              | Emilia-Romania                       | Portugalia                           | Hiszpania                            | Monako                               | Azerbejdżan                          | Francja                              |                                      | Austria                              | Wielka Brytania                      | Węgry                                | ‡                                    | Holandia                             | Włochy                               | Rosja                                | Turcja                               | Stany Zjednoczone                    | Meksyk                               |                                      | Katar                                | Arabia Saudyjska                     |                                      |                                      |                                      | 110  | 9    |
| 2021 | Scuderia AlphaTauri Honda    | AlphaTauri AT02  | Honda RA621H        | 17†                                  | 7                                    | 10                                   | 10                                   | 6                                    | 3                                    | 7                                    | NU                                   | 9                                    | 11                                   | 5                                    | 6                                    | 4                                    | NU                                   | 13                                   | 6                                    | NU                                   | 4                                    | 7                                    | 11                                   | 6                                    | 5                                    |                                      |                                      | 110  | 9    |
| 2022 | Scuderia AlphaTauri          | AlphaTauri AT03  | Red Bull RBPTH001   | Bahrajn                              | Arabia Saudyjska                     | Australia                            | Emilia-Romania                       | Stany Zjednoczone                    | Hiszpania                            | Monako                               | Azerbejdżan                          | Kanada                               | Wielka Brytania                      | Austria                              | Francja                              | Węgry                                | Belgia                               | Holandia                             | Włochy                               | Singapur                             | Japonia                              | Stany Zjednoczone                    | Meksyk                               |                                      |                                      |                                      |                                      | 23   | 14   |
| 2022 | Scuderia AlphaTauri          | AlphaTauri AT03  | Red Bull RBPTH001   | NU                                   | 8                                    | 9                                    | 12                                   | NU                                   | 13                                   | 11                                   | 5                                    | 14                                   | NU                                   | 15                                   | 12                                   | 12                                   | 9                                    | 11                                   | 8                                    | 10                                   | 18                                   | 14                                   | 11                                   | 14                                   | 14                                   |                                      |                                      | 23   | 14   |
| 2023 | BWT Alpine F1 Team           | Alpine A523      | Renault E-Tech RE23 | Bahrajn                              | Arabia Saudyjska                     | Australia                            | Azerbejdżan                          | Stany Zjednoczone                    | Monako                               | Hiszpania                            | Kanada                               | Austria                              | Wielka Brytania                      | Węgry                                | Belgia                               | Holandia                             | Włochy                               | Singapur                             | Japonia                              | Katar                                | Stany Zjednoczone                    | Meksyk                               |                                      | Stany Zjednoczone                    |                                      |                                      |                                      | 62   | 11   |
| 2023 | BWT Alpine F1 Team           | Alpine A523      | Renault E-Tech RE23 | 9                                    | 9                                    | 13†                                  | 14                                   | 8                                    | 7                                    | 10                                   | 12                                   | 10                                   | 18†                                  | NU                                   | 113                                  | 3                                    | 16                                   | 6                                    | 10                                   | 12                                   | 67                                   | 11                                   | 7                                    | 11                                   | 13                                   |                                      |                                      | 62   | 11   |
| 2024 | BWT Alpine F1 Team           | Alpine A524      | Renault E-Tech RE24 | Bahrajn                              | Arabia Saudyjska                     | Australia                            | Japonia                              |                                      | Stany Zjednoczone                    | Włochy                               | Monako                               | Kanada                               | Hiszpania                            | Austria                              | Wielka Brytania                      | Węgry                                | Belgia                               | Holandia                             | Włochy                               | Azerbejdżan                          | Singapur                             | Stany Zjednoczone                    | Meksyk                               |                                      | Stany Zjednoczone                    | Katar                                |                                      | 42   | 10   |
| 2024 | BWT Alpine F1 Team           | Alpine A524      | Renault E-Tech RE24 | 18                                   | NU                                   | 13                                   | 16                                   | 1315                                 | 129                                  | 16                                   | 10                                   | 9                                    | 9                                    | 10                                   | NU                                   | NU                                   | 13                                   | 9                                    | 15                                   | 12                                   | 17                                   | 12                                   | 10                                   | 37                                   | NU                                   | 59                                   | 7                                    | 42   | 10   |
| 2025 | BWT Alpine F1 Team           | Alpine A525      | Renault E-Tech RE25 | Australia                            |                                      | Japonia                              | Bahrajn                              | Arabia Saudyjska                     | Stany Zjednoczone                    | Emilia-Romania                       | Monako                               | Hiszpania                            | Kanada                               | Austria                              | Wielka Brytania                      | Belgia                               | Węgry                                | Holandia                             | Włochy                               | Azerbejdżan                          | Singapur                             | Stany Zjednoczone                    | Meksyk                               |                                      | Stany Zjednoczone                    | Katar                                |                                      | 20*  | 12*  |
| 2025 | BWT Alpine F1 Team           | Alpine A525      | Renault E-Tech RE25 | 11                                   | DK12                                 | 13                                   | 7                                    | NU                                   | 138                                  | 13                                   | NU                                   | 8                                    | 15                                   | 13                                   | 6                                    | 109                                  |                                      |                                      |                                      |                                      |                                      |                                      |                                      |                                      |                                      |                                      |                                      | 20*  | 12*  |

‡ – przyznano połowę punktów, gdyż zostało przejechane mniej niż 75% wyścigu.

### Podsumowanie
| Sezon     | Seria                                         | Zespół                       | Wyścigi            | P1                 | PP                 | NO                 | Podium             | Punkty             | Pozycja            |
| --------- | --------------------------------------------- | ---------------------------- | ------------------ | ------------------ | ------------------ | ------------------ | ------------------ | ------------------ | ------------------ |
| 2011      | Francuska Formuła 4                           | Autosport Academy            | 14                 | 4                  | 2                  | 1                  | 7                  | 104                | 3                  |
| 2012      | Europejski Puchar Formuły Renault 2.0         | R-Ace GP                     | 14                 | 0                  | 1                  | 0                  | 2                  | 32                 | 10                 |
| 2012      | Północnoeuropejski Puchar Formuły Renault 2.0 | R-Ace GP                     | 7                  | 0                  | 0                  | 0                  | 1                  | 78                 | 23                 |
| 2013      | Europejski Puchar Formuły Renault 2.0         | Tech 1 Racing                | 14                 | 3                  | 4                  | 2                  | 8                  | 195                | 1                  |
| 2013      | Alpejska Formuła Renault 2.0                  | Tech 1 Racing                | 6                  | 0                  | 0                  | 0                  | 3                  | 72                 | 6                  |
| 2014      | Formuła Renault 3.5                           | Arden Motorsport             | 17                 | 0                  | 1                  | 2                  | 8                  | 192                | 2                  |
| 2014      | Seria GP2                                     | Caterham Racing              | 6                  | 0                  | 0                  | 0                  | 0                  | 0                  | 29                 |
| 2015      | Seria GP2                                     | DAMS                         | 21                 | 0                  | 3                  | 1                  | 4                  | 110                | 8                  |
| 2015      | Formuła 1                                     | Infiniti Red Bull Racing     | Kierowca rezerwowy | Kierowca rezerwowy | Kierowca rezerwowy | Kierowca rezerwowy | Kierowca rezerwowy | Kierowca rezerwowy | Kierowca rezerwowy |
| 2016      | Seria GP2                                     | Prema Racing                 | 22                 | 4                  | 5                  | 3                  | 10                 | 219                | 1                  |
| 2016      | Formuła 1                                     | Red Bull Racing              | Kierowca rezerwowy | Kierowca rezerwowy | Kierowca rezerwowy | Kierowca rezerwowy | Kierowca rezerwowy | Kierowca rezerwowy | Kierowca rezerwowy |
| 2016–2017 | Formuła E                                     | Renault e.dams               | 2                  | 0                  | 0                  | 0                  | 0                  | 18                 | 16                 |
| 2017      | Super Formuła                                 | Team Mugen                   | 7                  | 2                  | 0                  | 0                  | 3                  | 33                 | 2                  |
| 2017      | Formuła 1                                     | Scuderia Toro Rosso          | 5                  | 0                  | 0                  | 0                  | 0                  | 0                  | 21                 |
| 2018      | Formuła 1                                     | Red Bull Toro Rosso Honda    | 21                 | 0                  | 0                  | 0                  | 0                  | 29                 | 15                 |
| 2019      | Formuła 1                                     | Aston Martin Red Bull Racing | 12                 | 0                  | 0                  | 2                  | 0                  | 95                 | 7                  |
| 2019      | Formuła 1                                     | Red Bull Toro Rosso Honda    | 9                  | 0                  | 0                  | 0                  | 1                  | 95                 | 7                  |
| 2020      | Formuła 1                                     | Scuderia AlphaTauri Honda    | 17                 | 1                  | 0                  | 0                  | 1                  | 75                 | 10                 |
| 2021      | Formuła 1                                     | Scuderia AlphaTauri Honda    | 22                 | 0                  | 0                  | 1                  | 1                  | 110                | 9                  |
| 2022      | Formuła 1                                     | Scuderia AlphaTauri          | 22                 | 0                  | 0                  | 0                  | 0                  | 23                 | 14                 |
| 2023      | Formuła 1                                     | BWT Alpine F1 Team           | 22                 | 0                  | 0                  | 0                  | 1                  | 62                 | 11                 |
| 2024      | Formuła 1                                     | Alpine F1 Team               | 20                 | 0                  | 0                  | 0                  | 1                  | 42                 | 10                 |